# عيادة سكنية (مسلسل)
عيادة سكنية هو مسلسل سعودي عرض في شهر رمضان عام 1441هـ، عدد حلقاته 15 حلقة ومدة كل حلقة 30 دقيقة، وهو من إنتاج تلفزيون المملكة العربية السعودية.

## القصة
يحكي المسلسل عن أخوين أحدهما طبيب نفسي والآخر جراح تجميل بعد أن طُردا من المستشفى الذي كانا يعملان فيه، فيقرر جدهما فتح عيادة لهما في عمارة سكنية، تتصاعد الأحداث حينما يظهر لهم منافسون في عيادة مجاورة، وتقع بينهما العديد من المواقف والأحداث المثيرة والمشوقة.

## طاقم التمثيل
- تركي المحسن
- نواف الظفيري
- لمار [6]
- نورة العنبر
- عبدالله اليامي
- مراد محمد
- رضوان الريمي
- ورد
- مناهل الهندي
- مصطفى عبدالرحيم
- بدر العساف
- شيرين باوزير
- نجود
- بشاير أبو الخير

## طاقم العمل
تأليف
- بدر العساف   (مؤلف)
- عماد إسكندر. (مؤلف)

إخراج
- مهند محمد. (مخرج)
- ماب طارق (مساعد مخرج أول)
- فلوة عبد الفتاح (مساعد مخرج ثان)

إنتاج
- تلفزيون المملكة العربية السعودية
- عامر خالد (محاسب إنتاج)
- ماجد قشوة. (مساعد إنتاج)
- ياسين الرفاعي. (مساعد إنتاج)
- ياسر الجوهي. (مساعد إنتاج)
- سالم باصحيح. (مساعد إنتاج)
- حسن جامع. (مساعد إنتاج)

مساعد منتج
- زيناد فهد باقاسي

منتج فني
- عادل محمد باسلامة

تعاون فني
- عادل ابوالعدنان

المحتوى والجودة
- راشد الهملان
- نواف النزهان

تنسيق
- فيصل المقاطي
- علي الحيدان

مشرف إنتاج
- خالد العتيبي
- الهنوف الحسن

فريق الاعلام الرقمي
- فهد الخميسي
- ماجد الحريشي
- حنان الزاحم

اشراف ومتابعة
- هند الفهاد
- سعد الدوسري

مدير اضائة وتصوير
- سعيد سالم
- محمد أبو العلا

مصمم ديكور
- فاتنة عبيد. (مسممة ديكور)
- لولوة أبو شعر (اشراف ديكور)
- عبد المجيد الحربي (اشراف ديكور)

مصمم ازياء
- محمد سعدون

مدير توزيع
- عبد الله ماهر

مدير إدارة الإنتاج
- فراس الرفاعي

تصوير
- محمد السوسي. (مصور)
- سعد سنوسي. (مساعد كاميرا أول)
- ندى العجوز. (مساعد كاميرا ثان)
- اكرم باشماخ. (مصور كواليس)
- أسامة الكيالي. (مسؤول الصورة الرقمية)

مهندس الصوت
- عبد العزيز المزي
- اصيل رضوان

منتج قسم المونتاج
- محمد علوي
- منال بنا طلال

تحرير
- ياسر عماد. (رئيس التحرير)
- ركان العربي. (مساعد تحرير)
- ليان فرحان. (مساعد تحرير)
- ملاذ النمري. (مساعد تحرير)
- دينا الحمراني. (مساعد تحرير)
- عادل طاهر. (مساعد تحرير)